# Edward Ferry
Edward Payson Ferry (Seattle, 18 de junio de 1941-Mill Valley, 18 de septiembre de 2023) fue un deportista estadounidense que compitió en remo. Participó en los Juegos Olímpicos de Tokio 1964, obteniendo una medalla de oro en la prueba de dos con timonel.

## Palmarés internacional
| Juegos Olímpicos | Juegos Olímpicos | Juegos Olímpicos | Juegos Olímpicos |
| Año              | Lugar            | Medalla          | Prueba           |
| ---------------- | ---------------- | ---------------- | ---------------- |
| 1964             | Tokio (Japón)    | Medalla de oro   | Dos con timonel  |